# Đệ nhất Quốc hội Lục địa
Đệ nhất Quốc hội Lục địa (First Continental Congress) là một hội nghị gồm các đại biểu từ 12 trong số 13 thuộc địa Bắc Mỹ nhóm họp vào ngày 5 tháng 9 năm 1774 tại Đại sảnh Carpenters thuộc thành phố Philadelphia, Pennsylvania vào thời gian đầu của Cách mạng Mỹ. Hội nghị này được triệu tập để đối phó với việc Quốc hội Vương quốc Anh thông qua những đạo luật cưỡng bách (coercive acts) mà người Mỹ tại thuộc địa gọi là những đạo luật không khoan nhượng (intolerable acts). Quốc hội này có 56 thành viên tham dự. Họ được bổ nhiệm từ các nghị viện của 11 thuộc địa, trừ Tỉnh Georgia đã không gởi đại biểu đến dự. Vào cùng thời điểm đó, Georgia bị xem là một tiểu quốc có tội và không được tính vào trong nhóm các thuộc địa.
Quốc hội họp ngắn ngủi để xem xét các đối sách trong đó gồm có việc tẩy chay giao thương kinh tế với Vương quốc Anh; công bố một danh sách gồm các quyền của thuộc địa và những lời phàn nàn về chính sách của Vương quốc Anh; và thỉnh cầu Vua George sửa sai vì những lời phàn nàn trên.
Quốc hội cũng kêu gọi triệu tập một Quốc hội Lục địa khác trong trường hợp lời thỉnh cầu của họ không thành công trong việc ngăn chặn những đạo luật không khoan nhượng được áp dụng. Lời thỉnh cầu của họ gởi đến nhà vua không có hiệu quả, và vì vậy Đệ nhị Quốc hội Lục địa nhóm họp năm sau đó để tổ chức việc phòng vệ các thuộc địa vào lúc bắt đầu xảy ra cuộc Chiến tranh Cách mạng Mỹ. Các đại biểu cũng hối thúc mỗi thuộc địa nên tự thành lập và huấn luyện địa phương quân của mình.

## Bối cảnh

### Đại hội

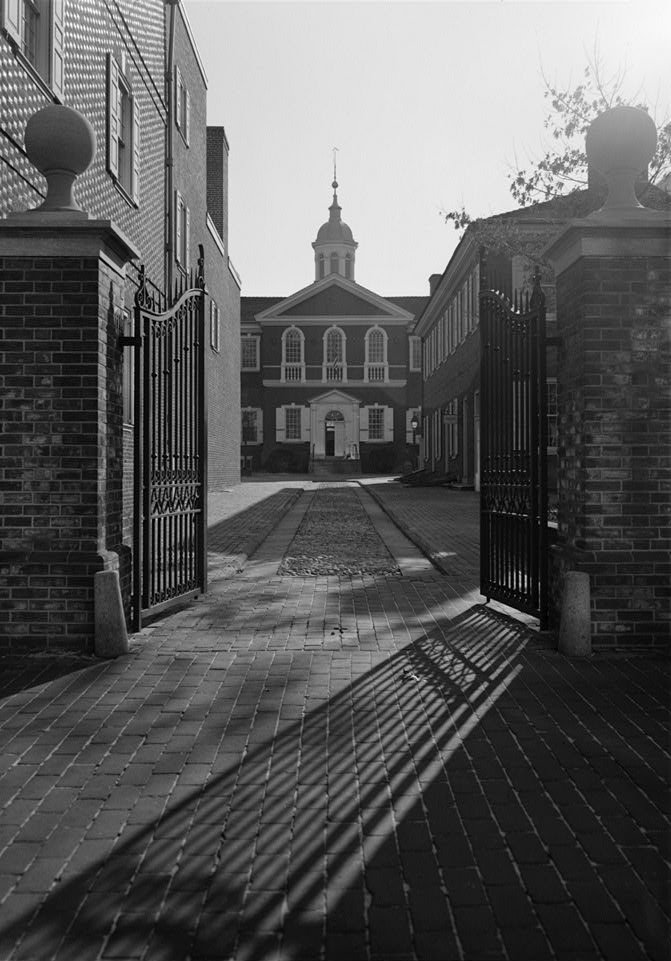
Đại sảnh Carpenters

Quốc hội họp từ ngày 5 tháng 9 đến ngày 26 tháng 10 năm 1774. Từ ngày 5 tháng 9 đến ngày 21 tháng 10, Peyton Randolph làm chủ tọa các phiên họp; Henry Middleton thay thế trong vai trò Chủ tịch Quốc hội Lục địa trong những ngày cuối cùng từ ngày 22 tháng 10 đến 26 tháng 10. Charles Thomson, lãnh tụ của Ủy ban Đối trọng vùng Philadelphia, được bầu làm bí thư của Quốc hội Lục địa.

### Kế hoạch Hợp nhất Galloway
Patrick Henry xem chính phủ đã bị giải tán và đang tìm một hệ thống chính trị mới. Đại biểu của Pennsylvania là Joseph Galloway tìm cách hòa giải với Vương quốc Anh. Ông đưa ra một "Kế hoạch Hợp nhất" trong đó đề nghị rằng một bộ phận lập pháp Mỹ nên được thành lập có một số quyền lực, và rằng sự đồng thuận của bộ phận này bắt buộc phải có trước khi các luật lệ của vua được đưa ra áp dụng. John Jay, Edward Rutledge, và các nhân vật bảo thủ khác ủng hộ kế hoạch này của Galloway. (Galloway sau đó gia nhập nhóm bảo hoàng).

### Thành tựu
Quốc hội có hai thành tựu chính. Thành tựu thứ nhất là 1 thỏa hiệp của các thuộc địa đưa ra tẩy chay hàng hóa của người Anh bắt đầu vào ngày 1 tháng 12 năm 1774. Các đảo trong vùng Tây Ấn (West Indies) bị đe dọa bằng một cuộc tẩy chay trừ khi các đảo này đồng ý không nhập khẩu hàng hóa của Anh. Hàng nhập khẩu từ Anh giảm đến 97% trong năm 1775 so với năm trước đó. Các ủy ban quan sát và thanh tra được thành lập tại mỗi thuộc địa để thực thi việc liên kết giữa các thuộc địa. Tất cả các hạ viện thuộc các nghị viện thuộc địa đều chấp thuận các phiên họp trừ tỉnh New York.
Nếu "các đạo luật không khoan nhượng" không được hủy bỏ thì các thuộc địa cũng sẽ chấm dứt việc xuất cảng hàng hóa sang Anh sau ngày 10 tháng 9 năm 1775. Việc tẩy chay được thực hiện một cách thành công nhưng tiềm năng của nó làm thay đổi chính sách thuộc địa của người Anh bị dừng lại vì Chiến tranh Cách mạng Mỹ bùng phát.
Thành tựu thứ hai của Quốc hội này là mang đến một Đệ nhị Quốc hội Lục địa nhóm họp vào ngày 10 tháng 5 năm 1775. Ngoài các thuộc địa có gởi đại biểu đến Đệ nhất Quốc hội Lục địa, Quốc hội này cũng đã quyết định vào ngày 21 tháng 10 năm 1774 gởi thư mời đến Quebec, Đảo Saint John (bây giờ là Đảo Prince Edward), Nova Scotia, Georgia, Đông Florida, và Tây Florida. Tuy nhiên, những lá thư này dường như chỉ được gởi đến Quebec (ba lá thư tất cả). Không có các thuộc địa khác trong số vừa kể trên gởi đại biểu đến trong ngày khai mạc Đệ nhị Quốc hội mặc dù có một phái đoàn từ Georgia đến trong tháng 7 sau đó.

## Danh sách các đại biểu
| #  | Tên                 | Thuộc địa      | Ghi chú |
| -- | ------------------- | -------------- | ------- |
| 1  | Nathaniel Folsom    | New Hampshire  |         |
| 2  | John Sullivan       | New Hampshire  |         |
| 3  | John Adams          | Massachusetts  | Luật sư |
| 4  | Samuel Adams        | Massachusetts  | Luật sư |
| 5  | Thomas Cushing      | Massachusetts  |         |
| 6  | Robert Treat Paine  | Massachusetts  |         |
| 7  | Stephen Hopkins     | Rhode Island   |         |
| 8  | Samuel Ward         | Rhode Island   |         |
| 9  | Silas Deane         | Connecticut    |         |
| 10 | Eliphalet Dyer      | Connecticut    |         |
| 11 | Roger Sherman       | Connecticut    |         |
| 12 | James Duane         | New York       |         |
| 13 | John Jay            | New York       |         |
| 14 | Philip Livingston   | New York       |         |
| 15 | Isaac Low           | New York       |         |
| 16 | Simon Boerum        | New York       |         |
| 17 | John Haring         | New York       |         |
| 18 | Henry Wisner        | New York       |         |
| 19 | William Floyd       | New York       |         |
| 20 | John Alsop          | New York       |         |
| 21 | Stephen Crane       | New Jersey     |         |
| 22 | John De Hart        | New Jersey     |         |
| 23 | James Kinsey        | New Jersey     |         |
| 24 | William Livingston  | New Jersey     |         |
| 25 | Richard Smith       | New Jersey     |         |
| 26 | Edward Biddle       | Pennsylvania   |         |
| 27 | John Dickinson      | Pennsylvania   |         |
| 28 | Joseph Galloway     | Pennsylvania   |         |
| 29 | Charles Humphreys   | Pennsylvania   |         |
| 30 | Thomas Mifflin      | Pennsylvania   |         |
| 31 | John Morton         | Pennsylvania   |         |
| 32 | Samuel Rhoads       | Pennsylvania   |         |
| 33 | George Ross         | Pennsylvania   |         |
| 34 | Thomas McKean       | Delaware       |         |
| 35 | George Read         | Delaware       |         |
| 36 | Caesar Rodney       | Delaware       |         |
| 37 | Samuel Chase        | Maryland       |         |
| 38 | Robert Goldsborough | Maryland       |         |
| 39 | Thomas Johnson      | Maryland       |         |
| 40 | William Paca        | Maryland       |         |
| 41 | Matthew Tilghman    | Maryland       |         |
| 42 | Richard Bland       | Virginia       |         |
| 43 | Benjamin Harrison   | Virginia       |         |
| 44 | Patrick Henry       | Virginia       |         |
| 45 | Richard Henry Lee   | Virginia       |         |
| 46 | Edmund Pendleton    | Virginia       |         |
| 47 | Peyton Randolph     | Virginia       |         |
| 48 | George Washington   | Virginia       |         |
| 49 | Richard Caswell     | North Carolina |         |
| 50 | Joseph Hewes        | North Carolina |         |
| 51 | William Hooper      | North Carolina |         |
| 52 | Christopher Gadsden | South Carolina |         |
| 53 | Thomas Lynch, Jr.   | South Carolina |         |
| 54 | Henry Middleton     | South Carolina |         |
| 55 | Edward Rutledge     | South Carolina |         |
| 56 | John Rutledge       | South Carolina |         |